# Police (Šumperki járás)
Police település Csehországban, Šumperki járásban. Police Úsov, Dubicko, Klopina, Třeština, Hrabová és Rohle településekkel határos. Lakosainak száma 227 fő (2024. január 1.).

## Népesség
A település lakosságának változását az alábbi diagram mutatja:
| Lakosok száma | 427  | 464  | 520  | 282  | 263  | 245  | 218  | 217  | 212  | 227  |
|               | 1869 | 1890 | 1921 | 1950 | 1980 | 2001 | 2017 | 2019 | 2022 | 2024 |